# Corbeilles
Corbeilles je francouzská obec v departementu Loiret v regionu Centre-Val de Loire. V roce 2011 zde žilo 1 482 obyvatel.

## Sousední obce
Auxy, Bordeaux-en-Gâtinais, Courtempierre, Chapelon, Juranville, Lorcy, Mignerette, Sceaux-du-Gâtinais

## Vývoj počtu obyvatel
Počet obyvatel